# Boschstraat (Zaltbommel)
De Boschstraat is een straat in de stad Zaltbommel in de Nederlandse provincie Gelderland. De straat loopt vanaf de Waterstraat, Markt en de Gashuisstraat tot de Maarten van Rossemsingel en de Koningin Wilhelminaweg waar hij in overgaat. Zijstraten van de Boschstraat zijn de Koningstraat, Rozemarijnsteeg, Ruiterstraat, Spiesmakerstraat, Nieuwstraat en Nonnenstraat. De Boschstraat is ongeveer 450 meter lang.
Aan de Boschstraat bevinden zich een aantal huizen die aangemerkt zijn als rijksmonument, alsook de "Oude algemene Begraafplaats" met ernaast de Joodse begraafplaats.
 Er staat een monument ter nagedachtenis aan de 58 Bommelse Joden die in de Tweede Wereldoorlog door de nazi's zijn omgebracht.

## Fotogalerij

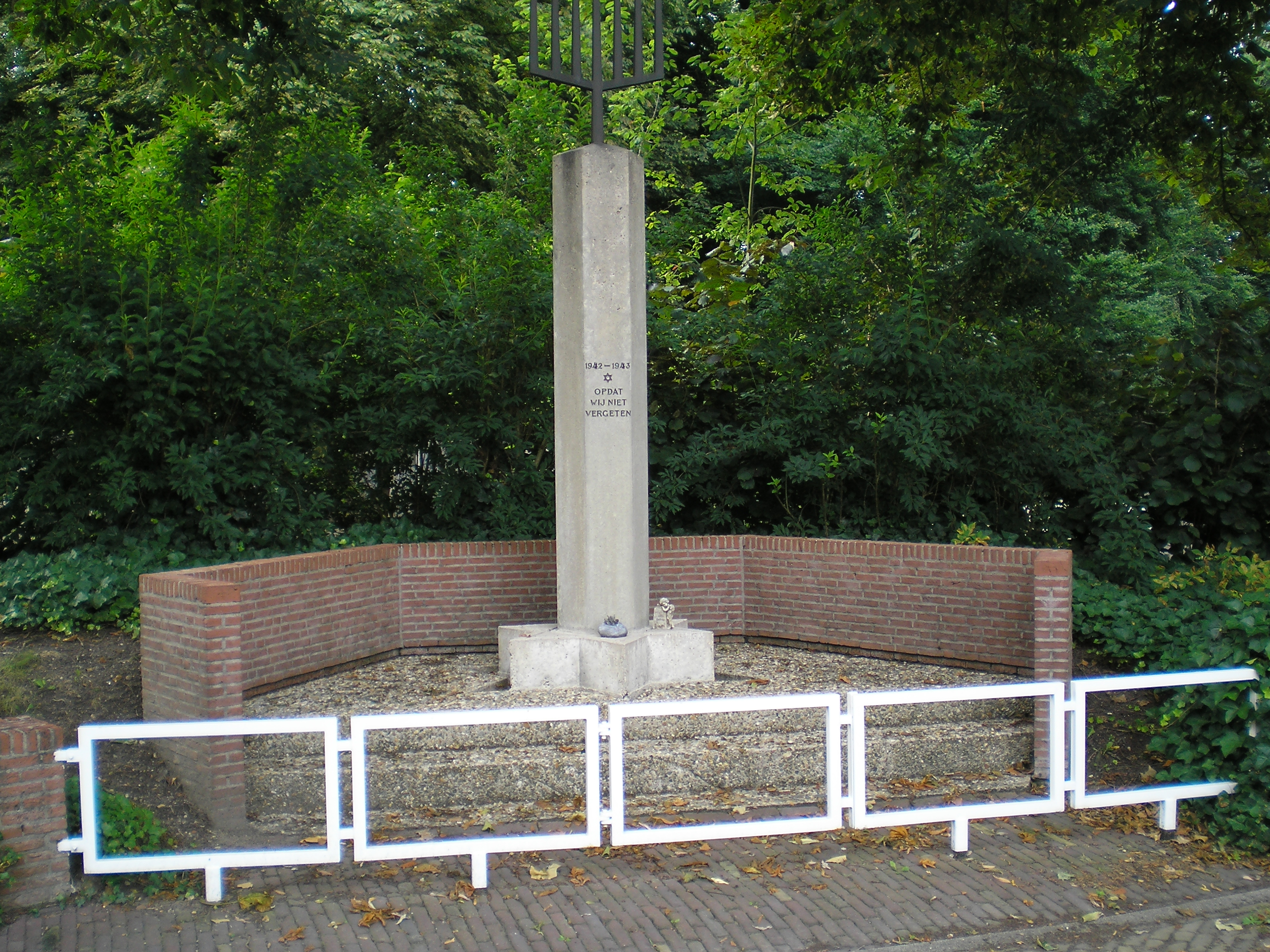
Joodsmonument Boschstraat
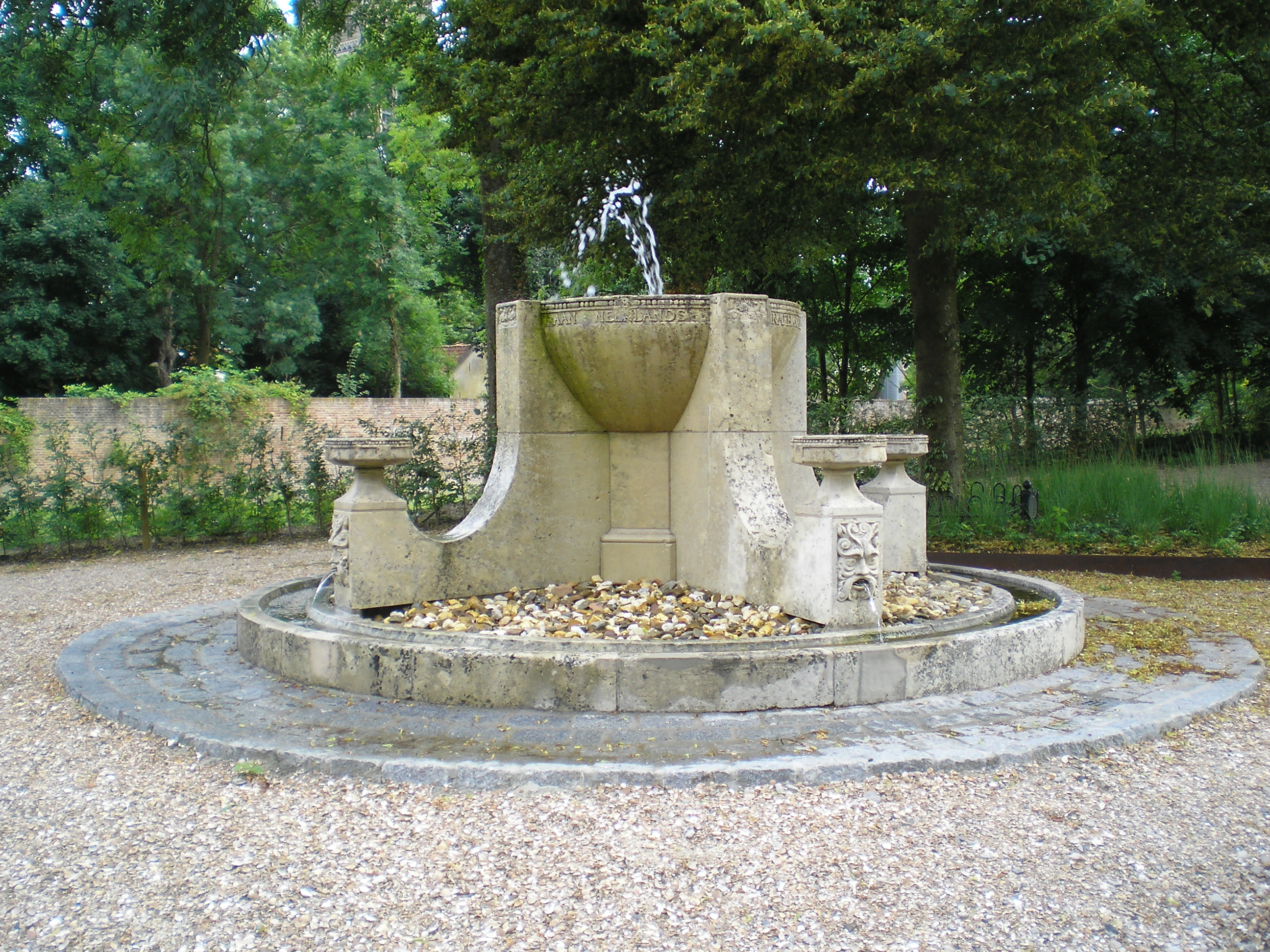
Fontein aan de Boschstraat
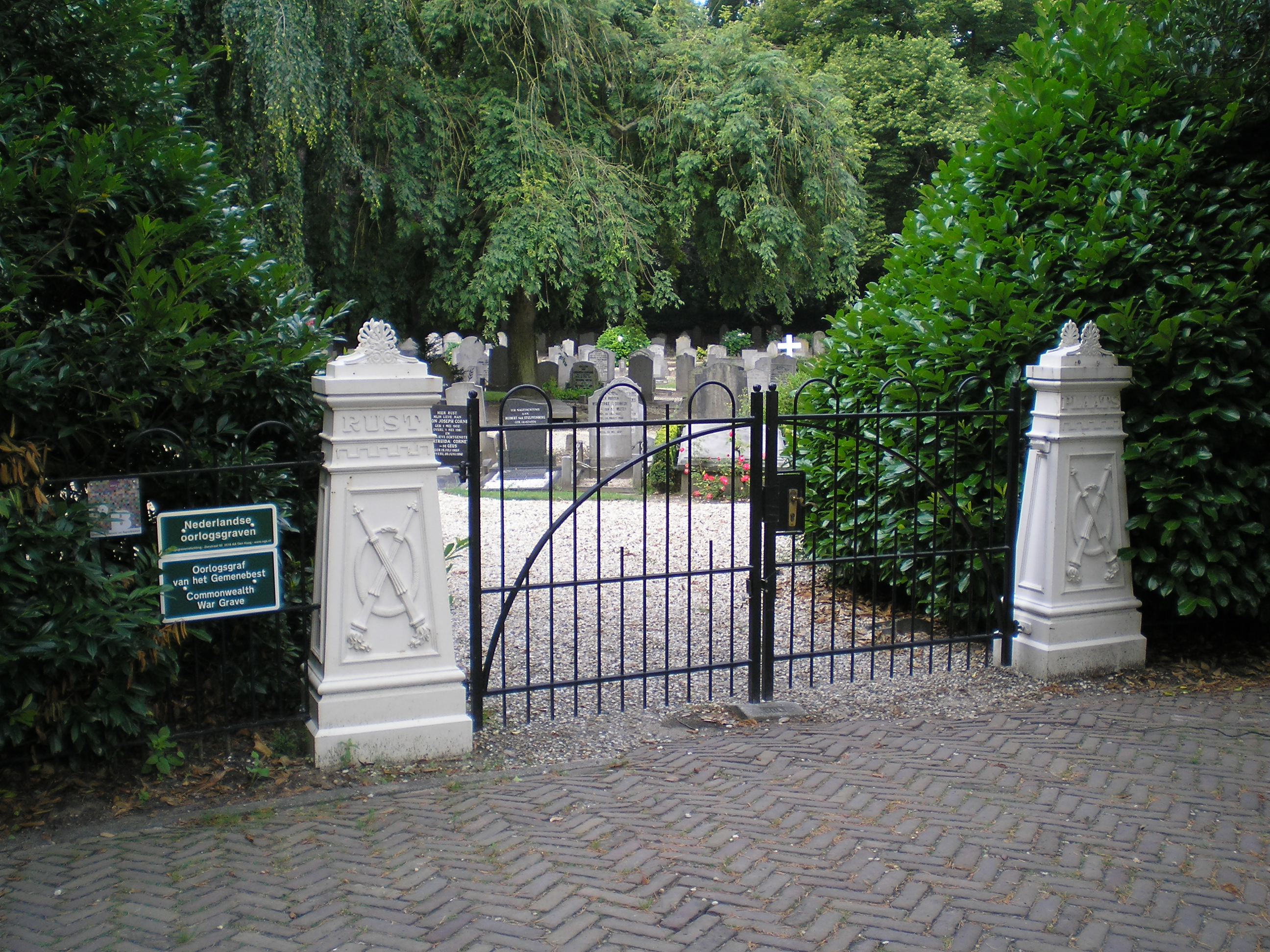
Oude algemene Begraafplaats

Boschstraat ·
De Virieusingel ·
Gamerschestraat ·
Gasthuisstraat ·
Kerkplein ·
Kerkstraat · 
Korte Steigerstraat ·
Korte Strikstraat ·
Lange Steigerstraat · 
Markt ·
Nieuwstraat ·
Nonnenstraat ·
Oliemolen ·
Oliestraat ·
Steenweg ·
Tolstraat · 
Vismarkt · 
Waalkade · 
Waterstraat · 
Zandstraat